# Отвиллер
Отвиллер (фр. Ottwiller) — коммуна на северо-востоке Франции в регионе Гранд-Эст (бывший Эльзас — Шампань — Арденны — Лотарингия), департамент Нижний Рейн, округ Саверн, кантон Ингвиллер. До марта 2015 года коммуна административно входила в состав упразднённого кантона Дрюлинген (округ Саверн).
Площадь коммуны — 5,09 км², население — 217 человек (2006) с тенденцией к росту: 250 человек (2013), плотность населения — 49,1 чел/км².

## Население
Население коммуны в 2011 году составляло 245 человек, в 2012 году — 250 человек, а в 2013-м — 250 человек.
| 1962 | 1968 | 1975 | 1982 | 1990 | 1999 | 2006 | 2008 | 2011 | 2012 | 2013 |
| ---- | ---- | ---- | ---- | ---- | ---- | ---- | ---- | ---- | ---- | ---- |
| 264  | 257  | 259  | 240  | 243  | 220  | 217  | 220  | 245  | 250  | 250  |

Динамика населения:

## Экономика
В 2010 году из 148 человек трудоспособного возраста (от 15 до 64 лет) 107 были экономически активными, 41 — неактивными (показатель активности 72,3 %, в 1999 году — 66,4 %). Из 107 активных трудоспособных жителей работали 99 человек (52 мужчины и 47 женщин), 8 числились безработными (трое мужчин и 5 женщин). Среди 41 трудоспособных неактивных граждан 10 были учениками либо студентами, 20 — пенсионерами, а ещё 11 — были неактивны в силу других причин.